# 타하팔시

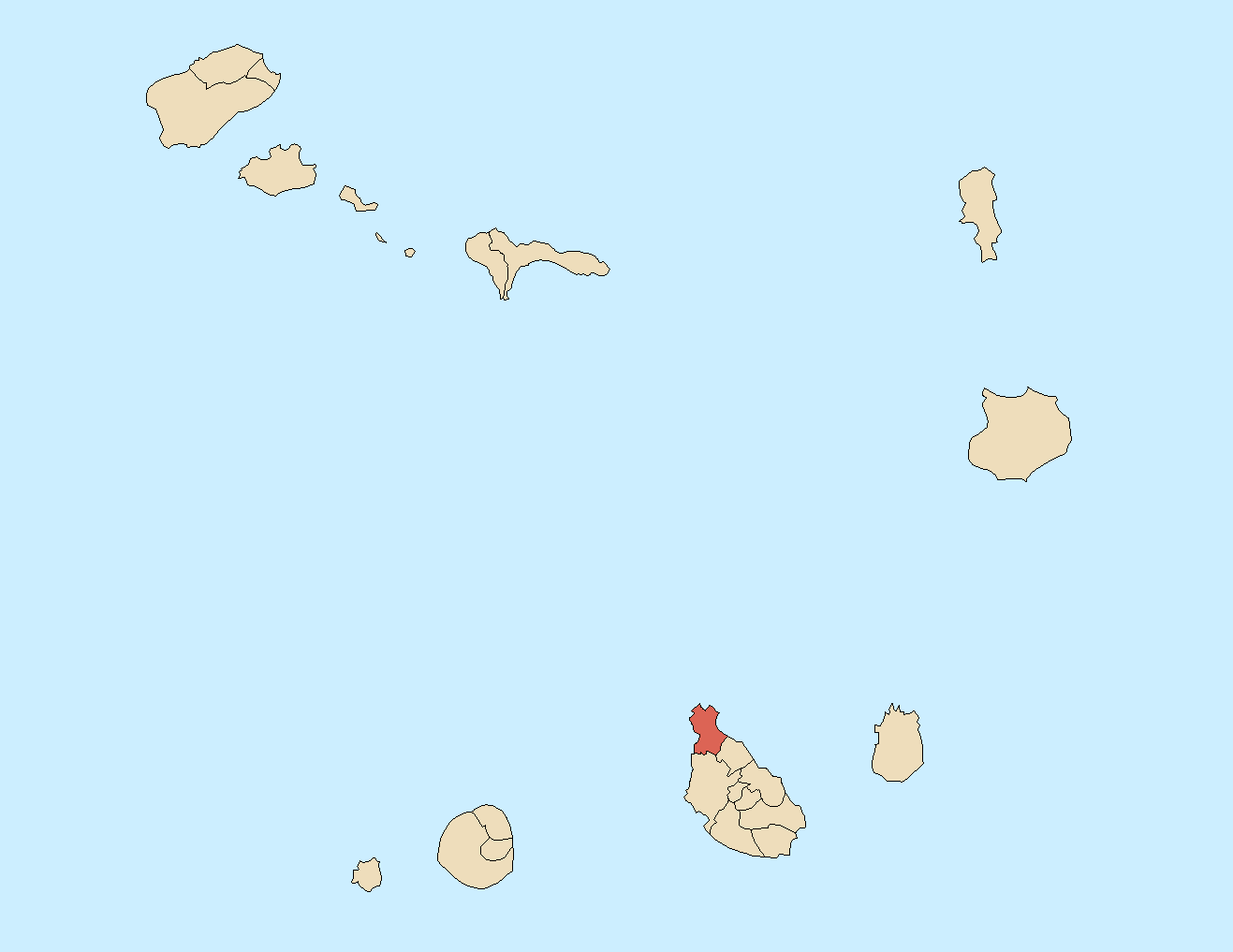
타하팔시의 위치

타하팔시(포르투갈어: Tarrafal)는 카보베르데를 구성하는 22개 지방 자치체 가운데 하나로 산티아구섬 북부에 위치한다. 행정 중심지는 타하팔이며 면적은 120.8km2, 인구는 18,561명(2010년 기준)이다. 1개 교구(산투아마루아바드(Santo Amaro Abade) 교구)를 관할한다.